# Zweedse Oost-Indische Compagnie

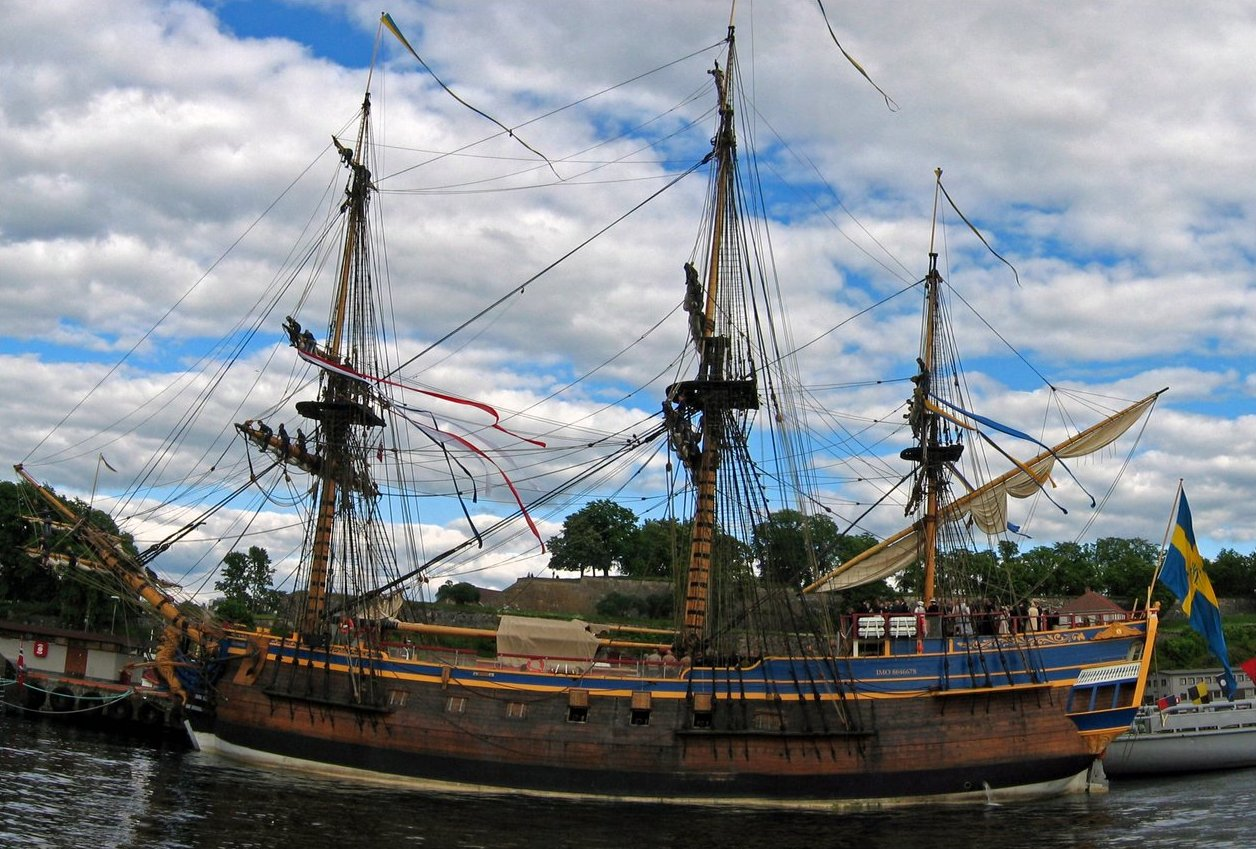
Replica van de Oost-Indiëvaarder Götheborg in 2005

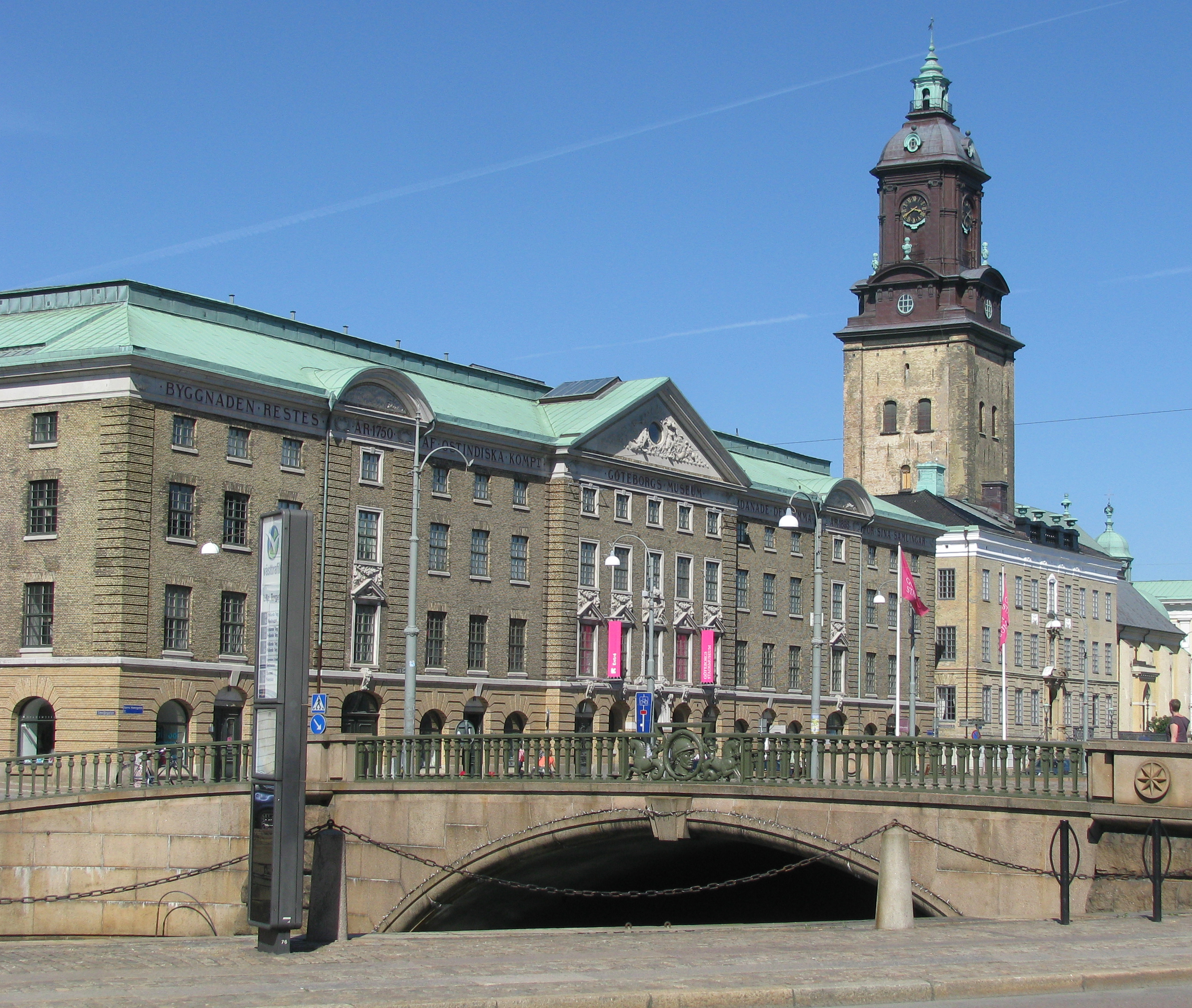
Het Zweedse Oost-Indië huis in Gotenburg, nu Stedelijk Museum

De Zweedse Oost-Indische Compagnie (Zweeds: Svenska Ostindiska Companiet of SOIC) werd in het jaar 1731 in Göteborg gesticht met als doel handel te drijven met het Verre Oosten.

## Geschiedenis
In 1626 was er al een voorloper geweest toen de Nederlander Willem Usselinx van de Zweedse koning het privilege kreeg handel te drijven op de beide Indiën. Deze maatschappij voer voornamelijk op West-Indië; de kaper Abraham Blauvelt was er in dienst. Een ander antecedent was de handel van Louis de Geer en de Zweedse Afrikacompagnie op de Guineekust (1647-1663).
De nieuwe onderneming was geïnspireerd door de succesvolle Nederlandse Vereenigde Oostindische Compagnie en de Britse Oost-Indische Compagnie, maar er waren ook essentiële verschillen. De Zweedse compagnie had geen kolonies of factorijen en richtte zich op een beperkt aantal goederen (thee, porselein en zijde uit Guangzhou). Een meer directe invloed ging uit van de Oostendse Compagnie, die in deze periode was opgeschort. Twee aandeelhouders ervan, de Schotten Colin Campbell en Charles Irvine, kozen de Zweden boven de Denen en herinvesteerden hun middelen en kennis in de Zweedse Oost-Indische Compagnie.
De compagnie werd in de loop van de 18e eeuw de grootste handelsonderneming van Zweden. Haar charter werd verlengd in 1746, 1766, 1786 en 1806. Vanuit Göteborg ondernam de Zweedse Oost-Indische Compagnie 132 reizen, totdat ze in 1813 failliet ging. De voornaamste oorzaken hiervan waren het verlagen van de Britse theetaks (de smokkel op Groot-Brittannië was een belangrijke inkomstenbron), concurrentie van de Amerikanen, en financieel wanbeheer.

## Voetnoten
1. ↑  David Abulafia, The Boundless Sea. A Human History of the Oceans, 2019, p. 723
2. ↑  David Abulafia, The Boundless Sea. A Human History of the Oceans, 2019, p. 726

Britse Oostindië Compagnie · Compagnia Genovese delle Indie Orientali · Deense Oost-Indische Compagnie · Franse Oost-Indische Compagnie · Oostendse Compagnie · Pruisische Aziatische Compagnie · Zweedse Oost-Indische Compagnie · Vereenigde Oostindische Compagnie